# 第1號交響曲 (布萊恩)
《d小調第1號交響曲》是英國二十世紀作曲家布萊恩的作品，又稱為「歌德（Gothic）」。創作於1919年至1927年。這首作品的長度及所需的演出人數，於1974年曾被健力士世界紀錄大全列為演奏時間最長和所需人數最多的交響曲。縱使現時已有其他作曲家所寫的交響曲，長度和演奏時間都比本曲為長，不過若只論曾作公開演奏及被灌錄成唱片的話，仍以本曲為紀錄保持者。
全首交響曲由兩部份組成，而每部份則再分成三個樂章（即全曲共有六個樂章）。第一部份為純樂器演奏，時間約為40分鐘；第二部份則加入聲樂，演奏時間超過一小時。總演奏時間約為115分鐘。樂譜於1932年由位於萊比錫的 Cranz 出版社發行，1976年再由United Music Publishers重印成袖珍總譜。不過兩者的錯誤卻非常多，另外亦沿用舊的編號，把本交響曲稱為第2號交響曲（作曲家於1967年把自己的交響曲重新編號，《歌德交響曲》被編為第1號）。
值得一提是，1928年作曲家以本樂曲參加當年由Columbia唱片公司所舉辦，為紀念舒伯特逝世100周年的作曲比賽，在英國賽區得到第二名,獲得了50英磅的獎金；並獲推薦到維也納作總評（決賽的評判包括了卡爾·尼爾森和格拉祖諾夫等人），但最終得獎作品則為庫特·阿特伯格的第6號交響曲。
作曲家將此曲獻給德國作曲家理察·史特勞斯。

## 編制
本交響曲的樂隊編制非常寵大。其中木管樂器最少需要32人；26位銅管樂器手；19位定音鼓及敲擊樂手；以及超過80名絃樂手；多名鍵盤手；另外亦需要4組台下銅管樂小組；4個混聲合唱團及兒童合唱團。布萊恩同時亦使用多款古樂器（柔音雙簧管、巴塞管）及現代變種樂器（倍低音單簧管、低音小號、倍低音長號）。而第一部份所需要的樂手較少。

### 第一部份
- 木管樂器: 
  - 1支附加短笛（只在第二樂章使用），4支長笛（第3長笛兼任短笛，第4長笛兼任短笛及中音長笛)
  - 2支雙簧管，1支柔音雙簧管，1支英國管，1支低音雙簧管)
  - 1支E♭調高音單簧管，2支B♭調單簧管，1支巴塞管，1支B♭調低音單簧管
  - 3支巴松管，1支低音巴松管

- 銅管樂器:
  - 6支圓號
  - 1支E♭調短號，4支小號
  - 3支長號
  - 2支低音號

- 敲擊樂器
  - 2套定音鼓
  - 最少5名敲擊樂手，負責鈸，小鼓，2個大鼓，三角鐵，鈴鼓，鑼，木琴，鐘琴

- 鍵盤樂器:
  - 鋼片琴
  - 管風琴

- 絃樂器:
  - 2部豎琴
  - 第一小提琴
  - 第二小提琴
  - 中提琴
  - 大提琴
  - 低音提琴

### 第二部份
- 木管樂器: 
  - 2支短笛，6支長笛 (其中一支兼任中音長笛)
  - 6支雙簧管 (其中一支兼任柔音雙簧管，另一支兼任低音雙簧管)，2支英國管
  - 1支E♭調高音單簧管，5支B♭調單簧管 (其中一支兼任第2高音單簧管)，2支巴塞管，2支B♭調低音單簧管，1支B♭調倍低音單簧管
  - 3支巴松管，2支低音巴松管

- 銅管樂器:
  - 8支圓號
  - 8支小號 (其中兩支兼任E♭調短號)，1支低音小號
  - 3支長號，1支低音長號 (兼任第二倍低音長號)，1支倍低音長號
  - 2支上低音號，2支低音號

- 敲擊樂器
  - 2套定音鼓，2個大鼓，2-3個小鼓，非洲長鼓（英语：Long drum），2個鈴鼓
  - 2個三角鐵，6對鈸，鑼，木製小型風車（英语：Klopotec），雷鳴器，1組鐵鍊
  - 木琴，鐘琴，管鐘，降E音鐘

- 鍵盤樂器:
  - 鋼片琴
  - 管風琴

- 聲樂:
  - 4個獨唱 (女高音、女低音、男高音、男低音)
  - 2個雙混聲合唱團（分為：第一合唱團Ａ、Ｂ；第二合唱團Ａ、Ｂ）
  - 童聲合唱團

- 4組後台樂隊 (只在第5及6樂章使用)，每組需要:
  - 2支圓號
  - 2支小號
  - 2支上中音長號
  - 2支大號
  - 1套定音鼓

- 絃樂器:
  - 2部豎琴
  - 20位第一小提琴
  - 20位第二小提琴
  - 16位中提琴
  - 14位大提琴
  - 12位低音提琴

然而，作曲家容許在不影響音色及分辨性下，可以減去2支小號及第2倍低音長號

## 首演
由於它需要動用旳表演者實在過份寵大，首演要待至1961年6月24日於西敏寺大教堂內的西敏廳（Westminster Hall），由指揮布萊恩·費發斯及大量業餘樂手作首演。1966年由博尔特爵士所領導的BBC交響樂團在倫敦皇家亞爾拔堂的演出才是第一次由職業樂團所演奏。當時布萊恩已經差不多近90歲。演畢時，全場都為布萊恩鼓掌。
2010年12月22日於澳洲布里斯班昆士蘭表演藝術中心舉行，由John Curro指揮昆士蘭青年交響樂團（Queensland Youth Orchestra）的演出。是樂曲首次在英國境外的公開演出。，也跟上一次的公演更相隔長達30年。
2011年7月17日，樂曲由英國廣播公司威爾士國家樂團（BBC National Orchestra of Wales）等多個團體，在布拉賓斯（Martyn Brabbins）擔任指揮下，再一次在英國逍遙音樂會中演出。這次演出，其實早於2010年12月時已被英國多個音樂網站開始流傳，更指將會成為開場音樂會。最初，英國廣播公司拒絕評論有關的報導。不過，隨著官方網頁於4月14日正式上載各場節目預先後，有關傳聞亦最終獲得證實。雖然這一場音樂會並非為開場音樂會，但無論演出日期、指揮和演奏樂團則完全吻合（樂隊則除了原來的英國廣播公司威爾士國家樂團外，還加入了英國廣播電台音樂會樂團(BBC Concert Orchestra)）。而座位門票亦在5月7日網絡開售後10分鐘之內便沽清。

## 演出的問題
《歌德交響曲》自完成至今，只作過數次的公開演出，這除了因為所動員的人數實在太多外，亦受其他因素所影響。

### 樂譜
首先是樂譜問題，不論是1932年的首印版，還是後來的再印版，當中出現了很多的錯處（例如總譜第46頁第1小節，節拍記號為5/4，但只有第2圓號內的節奏是足5拍，其他樂器均只得4拍；另外第47頁第3-6圓號的修改，只是將錯的塗走再用筆補上，連五線譜也不補回）、遺漏（特別是木管樂手須轉換樂器時，根本不知道何時要轉，總譜上亦沒有標明是由哪位樂手須要轉換）、錯的紀錄（如第一部份第二樂章，實際需要5名長笛手（總譜第49-51頁），但首頁卻顯示只須4位，不過由於第1,2長笛為齊奏，如果稍作調動，短笛手吹奏畢後馬上換為長笛手亦可）等。由於鮮有演出的機會，因此發覺樂譜或分譜出現錯誤時，需要花上太量的時間去作出校正。

### 配器
布萊恩採用了很多不常用的樂器，例如復用巴塞管，不過它的音色卻於全曲中幾乎被埋沒在其他樂器聲中，根本就沒法聽得出來（第二部份的第三樂章有一段9支單簧管成員的齊奏，或者還會聽得到），中音長笛、倍低音單簧管等亦是如此，至於柔音雙簧管在第二部份第三樂章最開頭有一小段獨奏，其實已算是非常難得。布萊恩雖然容許少部份樂器能夠減去，但實際上，這些變種樂器如果由其他常規樂器頂替，亦不易察覺出有任何分別。可見布萊恩過份追求宏大的樂隊效果，但卻對選用的樂器沒有全面的理解。

### 演奏技巧
除了偶爾出現音符超出樂器的音域外，亦不難找出不合理的配器和寫作手法：例如第四長笛手在第一部份第一樂章結尾，要在極短時間內不停轉換短笛及中音長笛（總譜第32-39頁）；豎琴要在1拍內轉換超過1個踏板，以及經常要在快板節奏中彈奏大量的16分音符（總譜第57頁）外；在第三樂章中大號要在快板節奏中演奏大量32分音符(半音下行)。更甚者，在總譜第245頁（練習編號#388）竟然要和管風琴、合唱團作最強聲齊奏，都見作曲家的配器手法不成熟的例子。就算是職業樂手亦需花上頗長的練習時間，對於一個職業樂團來講，這樣做其實並也不划算。

### 善用樂手
布萊恩在第二部份動員了大量人力去演奏這首樂曲，但很多樂手其實都是長時間在閒置中(例如臺下銅管樂器和敲擊部分)，尤以四名獨唱者為甚。女中音獨唱段完全欠奉，其他三位也是象徵式在不同樂章安排一小段的獨唱段落，全曲亦只在開始時有一段四重唱，和第一樂章結尾聯同合唱團的一個合唱而已。相比貝多芬的《第9號交響曲》或馬勒的《第8號交響曲》，獨唱者的身份頗為尷尬。

## 樂曲結構
第一部份
1. Allegro assai - 緊接 (attacca):
2. Lento espressivo e solenne - 緊接:
3. Vivace - 緊接:

第二部份
1. Te Deum laudamus. Allegri moderato
2. Judex crederis esse venturus. Adagio solenne e religioso
3. Te ergo quaesumus. Moderato e molto sostenuto